# Otto Ciliax
Otto Ciliax (Neudietendorf, 30 ottobre 1891 – Lubecca, 12 dicembre 1964) è stato un ammiraglio tedesco.
Ufficiale della Marina imperiale imbarcato sui sommergibili durante la prima guerra mondiale, venne decorato con la Croce di Ferro di I classe. Allo scoppio della seconda guerra mondiale si trovava al comando dell'incrociatore da battaglia Scharnhorst e prese parte a numerose azioni navali. Nel giugno del 1941 assunse il comando delle navi da battaglia (Befehlshaber der Schlachtschiffe) mantenendolo fino al giugno 1942. Fu protagonista del forzamento della Manica (Operazione Cerberus) da parte della squadra navale tedesca. Dal 1º gennaio 1943 fino all'aprile del 1945 fu comandante in capo delle forze navali presenti in Norvegia (Marinekommando Norwegen).

## Biografia
Nacque a Neudietendorf il 30 ottobre 1891, allora parte del Ducato di Sassonia-Coburgo Gotha integrato nell'Impero tedesco. Si arruolò nella Kaiserliche Marine in qualità di Allievo ufficiale (Seekadett) il 1 aprile 1910, imbarcandosi sull'incrociatore protetto SMS Victoria Luise il 7 aprile successivo. Dopo l'addestramento iniziale, il 13 maggio fu ammesso a frequentare l'Accademia navale di Murwik, entrandovi in qualità di allievo ufficiale il 1º aprile 1911.
Il 1º ottobre 1912 si imbarcò sulla nave da battaglia SMS Hannover, venendo promosso guardiamarina (Leutnant zur See) il 27 settembre 1913.
Allo scoppio della prima guerra mondiale rimase imbarcato sulla corazzata, passando poi sugli U-Boat con il grado di Oberleutnant zur See. A bordo dell'U-52 il 19 agosto 1916 prese parte all'affondamento dell'incrociatore leggero HMS Nottingham. 
Completato il corso per comandante di sommergibile, assunse il comando dell'UB-96 nel maggio 1918 e dell'UC-27 nel settembre dello stesso anno.
Al termine del conflitto passò nella Reichsmarine, servendo come comandante di torpediniera e poi come ufficiale di Stato maggiore. Il 29 giugno 1920 fu promosso Kapitänleutnant, il 1º ottobre 1928 capitano di corvetta (Korvettenkapitän), il 1º ottobre 1933 capitano di fregata (Fregattenkapitän).
La sua carriera militare continuò anche dopo l'ascesa al potere del partito nazionalsocialista, avvenuta nel 1933. Il 1º luglio 1935 fu promosso al grado di Kapitän zur See. Nel corso del 1936 assunse il comando del dipartimento operazioni (Operationsabteilung) dell'Alto Comando della Kriegsmarine (Oberkommando der Marine), passando il 22 settembre dello stesso anno al comando della corazzata tascabile Admiral Scheer. Durante il corso della guerra civile spagnola comandò la Squadra navale tedesca che incrociò al largo della costa spagnola. Il 30 ottobre 1938 lasciò il comando della Admiral Scheer e allo scoppio della seconda guerra mondiale, il 1º settembre 1939, si trovava al comando dell'incrociatore da battaglia Scharnhorst, venendo promosso contrammiraglio (Konteradmiral) il 1º novembre successivo.
Nel giugno 1941 fu promosso al grado di Ammiraglio di divisione (Vizeadmiral), e assunse il comando delle navi da battaglia (Befehlshaber der Schlachtschiffe).
Tra l'11 ed il 12 febbraio 1942 diresse l'operazione Cerberus, condotta per riportare la squadra navale composta dagli incrociatori da battaglia Scharnhorst e Gneisenau, dall'incrociatore pesante Prinz Eugen e da altri vascelli nei porti della Germania settentrionale.
La squadra, salpata dal porto francese di Brest, attraversò da ovest ad est il Canale della Manica, forzando il blocco britannico e rientrando, senza perdite e senza gravi danni alle navi. Per questo successo fu menzionato nel Wehrmachtbericht del 13 febbraio 1942 e il 21 marzo ricevette la Croce di Cavaliere della Croce di Ferro (Ritterkreuz). Il 1 gennaio 1943 fu elevato al rango di Ammiraglio di squadra (Admiral), e a partire dal successivo mese di marzo, e fino all'aprile 1945, fu comandante in capo delle forze navali presenti in Norvegia (Marinekommando Norwegen).
Si spense a Lubecca il 12 dicembre 1964.

### Periodici
- Nico Sgarlato, Lo Z-Plan della Kriegsmarine, in Eserciti nella Storia, n. 36, Parma, Delta Editrice, luglio-agosto 2006,  pp. 20-28, ISSN 1591-3031.